# Гандзин
Гандзин (яп.) или Цзяньчжэнь (кит.) (鑒真 или 鑑真); 6 июня 688—763 — китайский монах, который принёс в Японию учение школы Риссю. В период с 743 до 754 он пять раз пытался безуспешно достичь Японии, пока не прибыл туда на шестой раз.
Цзяньчжэнь родился в уезде Цзянъян в семействе Чуньюй (淳于). Он принял буддизм в четырнадцать лет и стал учеником в храме Дамин (大明寺). В двадцать лет он отправился в столицу — Чанъань, где учился шесть лет и вернулся в храм Дамин, став его настоятелем. Он изучал Трипитаку и был знатоком медицины. Он организовал госпиталь Бэйтянь (悲田院) при храме Дамин.
Осенью 742 его официально пригласил император Японии для проведения учения по буддизму и ординации священнослужителей. Несмотря на протесты учеников, Цзяньчжэнь подготовился к поездке в 743 и сел на корабль, но не смог пересечь Восточно-Китайское море. Он предпринял ещё три попытки доплыть до Японии, но все были неудачными из-за неблагоприятной погоды и кораблекрушений, а также препятствий со стороны правительственных чиновников.
Летом 748 он предпринял пятую попытку доплыть до Японии. Он отправился из Янчжоу в сторону архипелага Чжоусан по направлению к современной провинции Чжэцзян. Ветер изменил курс корабля, и он приплыл в Яньдэ (延德) на остров Хайнань (海南岛). Цзянчьчжэнь был вынужден вернуться обратно в Янчжоу по суше, посетив несколько монастырей. Всё путешествие заняло у него три года, он двигался по реке Гань в Цзюцзян, а далее по реке Янцзы. За время поездки он подхватил инфекцию и ослеп.

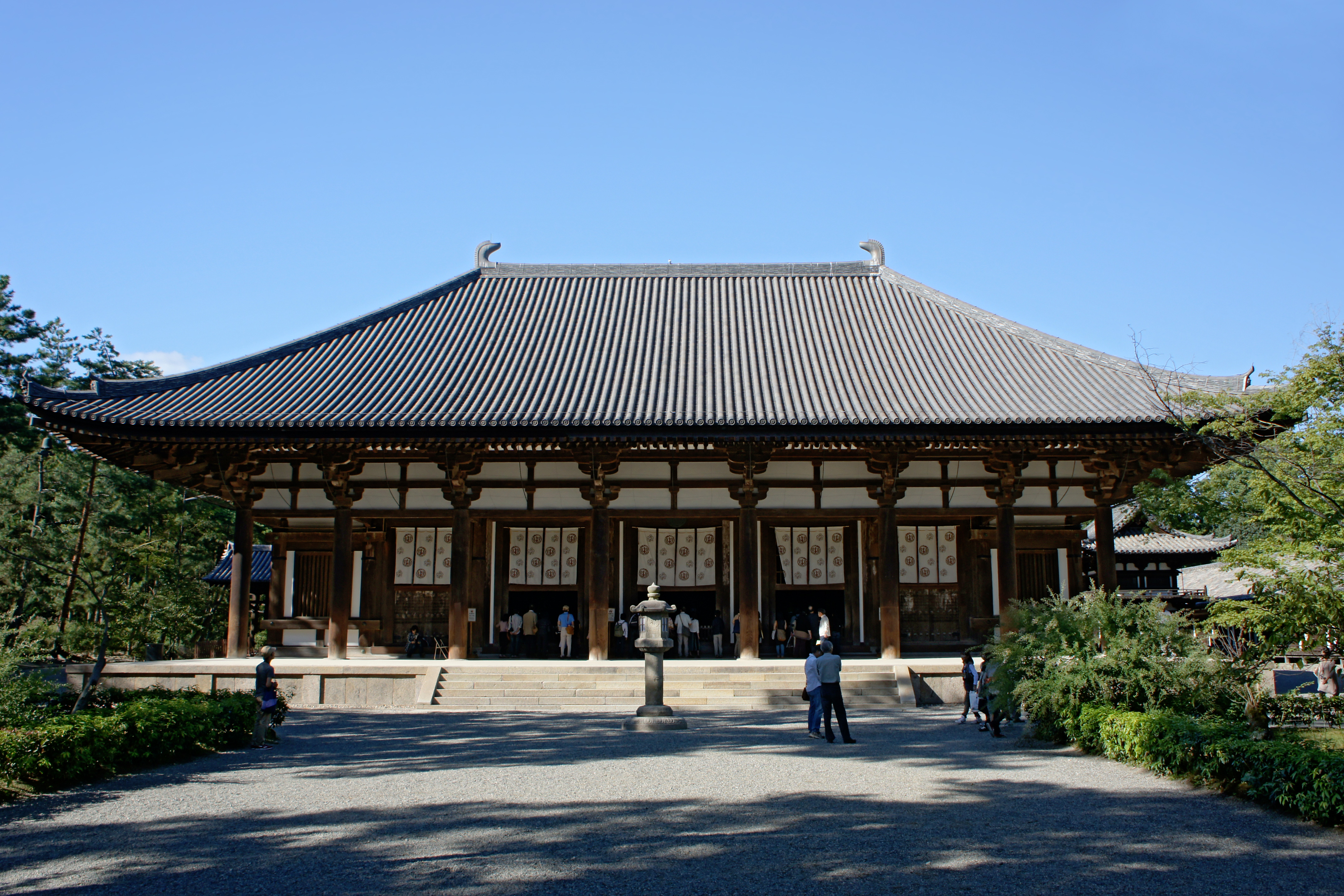
Тосёдай-дзи, Нара (Всемирное наследие)

Осенью 753 слепой монах решил сесть на японский корабль, возвращавшийся на родину. После сложного морского путешествия в несколько месяцев 20 декабря они приплыли в Кагосиму (鹿児島) на острове Кюсю (九州). Весной следующего года они добрались до Нары (奈良) и были тепло приняты императором. В Наре он разместился в храме Тодай-дзи (東大寺), одном из самых влиятельных храмов Японии и организовал ординацию буддийских монахов. Китайские монахи обучили японцев изготовлению традиционной буддийской скульптуры.
В 759 императорский двор пожаловал ему участок земли, на котором он основал храм Тосёдай-дзи (唐招提寺). За десять лет он распространял буддизм среди японской аристократии и обучал японцев обычаям китайской культуры.
Цзяньчжэнь умер 6 числа 5-й луны в 763. После его смерти была сделана статуя из лака, которая сохранилась в храме Тосёдай-дзи. Статуя в 1980 была временно передана в его собственный храм в Янчжоу.
Цзянчьчжэнь является основателем японской школы Риссю, которая делает упор на монастырском укладе (виная) в соответствии с ранней индийской школой Дхармагуптака.

## Память
- В 2008 у Министерства иностранных дел Цзяньчжэну установлен памятник работы скульптора Юань Сикуня.